# Азільяно-Венето
Азільяно-Венето (італ. Asigliano Veneto, вен. Axijan Veneto) — муніципалітет в Італії, у регіоні Венето, провінція Віченца.
Азільяно-Венето розташоване на відстані близько 390 км на північ від Рима, 75 км на захід від Венеції, 29 км на південь від Віченци.
Населення — 866 осіб (2014).
Щорічний фестиваль відбувається першої неділі після 1 листопада. Покровитель — святий Мартин.

## Демографія
Населення за роками:

Станом на 1 січня 2023 року в муніципалітеті офіційно проживало 57 іноземців з 11 країн, серед них 6 громадян країн Євросоюзу та 1 громадянин України.

## Сусідні муніципалітети
- Колонья-Венета
- Орджано
- Пояна-Маджоре